# Abstracta Iranica
 (avril 2017).
Abstracta Iranica est une revue de bibliographie sélective et critique pour le monde irano-aryen. Elle rend compte chaque année des travaux (livres et articles) publiés en toutes langues, sur tous les aspects de la culture et de la civilisation iraniennes, des origines à nos jours.
Abstracta Iranica, est donc revue de recensions critiques d’études iraniennes rédigée par des spécialistes de chaque discipline et de toutes origines. La revue a été fondée en 1978 par Charles-Henri de Fouchécour, professeur de persan à l'Institut national des langues et civilisations orientales (INaLCO), à l'université Sorbonne Nouvelle - Paris 3 et directeur de l'Institut français de recherche en Iran de Téhéran. Cette revue répond à la demande de nombreux chercheurs pour avoir une vue synthétique de très nombreuses publications internationales paraissant sur le monde iranien. Conçue à l’origine comme un supplément bibliographique de la revue Studia Iranica (Association pour l'avancement des études iraniennes). 
Les Abstracta Iranica sont publiés par l'Institut français de recherche en Iran (IFRI), en collaboration avec le CNRS (UMR 8041 - Centre de Recherche sur le Monde Iranien - CeRMI). Les exemplaires en papier d'Abstracta Iranica sont diffusés par les éditions Peeters (Louvain, Belgique). Les numéros 20 à 29 de la revue ont été imprimés en Iran. Les numéros 30, 31 et 32-33, imprimés en France sont les derniers numéros de la revue en version papier. À partir du numéro triple 34-35-36, la revue Abstracta Iranica est publiée uniquement en version électronique en libre accès en ligne. 
La revue a été successivement dirigée par Charles-Henri de Fouchécour (d), Bernard Hourcade, Yann Richard et Christophe Balaÿ. Elle est actuellement dirigée par Rémy Boucharlat (d).
Depuis septembre 2004, un nouveau comité de rédaction a été constitué, composé des spécialistes universitaires coordonnateurs des différentes rubriques. Ce comité évolue d'un numéro à l'autre et selon les disponibilités de ces membres.
Trois numéros d'Abstracta Iranica sont également traduits et publiés en persan. 
Les numéros de la revue parus depuis 1999 sont publiés en ligne et accessible sur le portail OpenEdition Journals.

## Voir également